# (36774) Kuittinen
(36774) Kuittinen est un astéroïde de la ceinture principale.

## Description
(36774) Kuittinen est un astéroïde de la ceinture principale. Il fut découvert le 5 septembre 2000 à la station Anderson Mesa par le programme LONEOS. Il présente une orbite caractérisée par un demi-grand axe de 2,59 UA, une excentricité de 0,15 et une inclinaison de 13,6° par rapport à l'écliptique.

## Compléments